# Kendallscher Konkordanzkoeffizient
Die Kendall’sche Konkordanzanalyse (nach Maurice George Kendall) ist ein nichtparametrisches statistisches Verfahren zur Quantifizierung der Übereinstimmung zwischen mehreren Beurteilern (Ratern). Damit stellt der Kendall’sche Konkordanzkoeffizient {\displaystyle W} eine Alternative zu 
- Kappa-Statistiken – die für nominalskalierte Daten gedacht sind – und
- Rangkorrelationskoeffizienten für Ordinaldaten (wie Spearmans {\displaystyle \rho } und das Kendall’sche {\displaystyle \tau }) – die hauptsächlich für zwei Beurteiler gedacht sind –

dar.
Der Konkordanzkoeffizient {\displaystyle W} ähnelt dem Cronbachs Alpha zur Bestimmung der Reliabilität z. B. eines Testverfahrens. Er nimmt Werte zwischen 0 und 1 an.

## Formel
Wenn {\displaystyle j=1,2,3,\dots ,m} Beurteiler die {\displaystyle i=1,2,\dots ,N} Fälle (= Beobachtungsobjekte, Personen, Merkmale) in eine Rangreihe bringen, erhält jeder Fall von jedem Beurteiler einen Rangplatz {\displaystyle R_{ij}}; die Summe aller vergebenen Rangplätze für einen Fall {\displaystyle i} ist dann:
{\displaystyle T_{i}=\sum _{j}R_{ij}}.
Wenn ein Beurteiler {\displaystyle j} einem Fall keinen eindeutigen Rangplatz (1, 2, 3, …, N) zuweist, sondern sich z. B. mehrere Fälle einen Rangplatz teilen müssen, spricht man dabei von „Rangbindung“. Die Gesamtzahl der Fälle, die sich bei einem Beurteiler {\displaystyle j} jeweils einen konkreten Rangplatz {\displaystyle k} teilen, nennt man Rangbindungslänge {\displaystyle t_{jk}}. 
Natürlich können auch bei einem Beurteiler mehrere Rangbindungen auftreten, wenn Fälle gleich eingeschätzt werden. Die Anzahl der Rangbindungen  bei einem Beurteiler {\displaystyle j} lautet:
{\displaystyle s_{j}=\sum _{k}t_{jk}}.
Das Kendall’sche W wird daraus wie folgt berechnet:
{\displaystyle W={\frac {12\cdot \sum _{i=1}^{N}(T_{i}-{\overline {T}})^{2}}{m^{2}(N^{3}-N)-m\cdot t}}}
wobei
{\displaystyle {\overline {T}}={\frac {1}{N}}\sum _{i}T_{i}}
und
{\displaystyle t=\sum _{j=1}^{m}\sum _{k=1}^{s_{j}}(t_{jk}^{3}-t_{jk})}.
{\displaystyle W} steht mit dem Friedman-Koeffizienten {\displaystyle \chi ^{2}} sowie dem Rangkorrelationskoeffizienten {\displaystyle \rho } von Spearman in direkter Beziehung:
{\displaystyle \chi ^{2}=m\cdot (N-1)\cdot W}
und
{\displaystyle {\bar {\rho }}={\frac {m\cdot (W-{\frac {1}{m}})}{(m-1)}}},
wobei {\displaystyle {\bar {\rho }}} den Mittelwert aller Rangkorrelationen zwischen den möglichen Kombinationen aus jeweils 2 Beurteilern
{\displaystyle {\bar {\rho }}={\begin{pmatrix}m\\2\end{pmatrix}}^{-1}\sum \sum \rho }
darstellt.